# Mr. Mister
Mr. Mister — американская рок-группа, наиболее популярная в 1980 годах. Её название происходит от шутки про музыкальный коллектив Weather Report и их альбом Mr.Gone, где они упоминали такие названия как «Mister This», «Mister That», и в конечном итоге выбрали Mr. Mister.
Mr. Mister могут быть рассмотрены как представители мелодичного рока 80-х годов. Основными жанрами, в которых играл коллектив на протяжении всей своей карьеры были: пауэр-поп, поп-рок, софт-рок, и новая волна. Группа образовалась в 1982 году и существовала до 1990 года, в её состав входили Ричард Пейдж, Стив Джордж, Пэт Мастелотто и Стив Фэррис. В начале своей карьеры музыканты издали дебютный альбом, I Wear the Face, который не сыскал коммерческого успеха и продавался плохо.
Следующий альбом, Welcome to the Real World, был издан в 1985 году и стал номером 1 в США, и там же получил статус платинового. Кроме того, он выдал такие успешные хиты, как: «Kyrie» и «Broken Wings», ставшие лучшими рок-композициями 80-х годов. Последующие синглы и диск Go On... не смогли повторить такого успеха, что в конечном итоге привело группу к распаду в 1990. «Broken Wings» вошла в саундтрек популярной игры Grand Theft Auto: Vice City в 2002 году.

## История
В конце 70-х Ричард Пейдж и Стив Джордж состояли в фьюжн-проекте Pages. Группа записала три альбома, но из-за отсутствия коммерческого успеха перестала существовать. Музыканты вернулись к своей небезуспешной сессионной работе, (до этого они были бэк-вокалистами группы Village People). Ричард Пейдж и Стив Джордж сотрудничали с REO Speedwagon, Чакой Хан, Pointer Sisters, Элом Джерро, Донной Саммер, и Кенни Логгинсом.
Но музыканты хотели создать собственный коллектив, после тура с Энди Гиббом Ричард и Стив начали искать участников для группы. К ним присоединился гитарист Стив Фэррис, работавший до этого с Эдди Мани, позже нашелся и барабанщик — Пэт Мастелотто, ранее сотрудничавший с продюсером Майком Чепменом, Ричард стал вокалистом, а Стив Джордж клавишником и вторым вокалистом.
Пятым неофициальным участником стал Джон Лонг, являвшийся автором песен Mr. Mister.
Таким образом, группа была образована в 1982 году. Она устроила серию успешных концертов и заключила контракт со звукозаписывающей компанией RCA Records, но первая попытка к вершине популярности не удалась.
Дебютный альбом, I Wear the Face вышел в 1984 году, с него вышел лишь один чартовый сингл «Hunters of the Night», который не попал в Топ-40, а сам альбом оказался в конце списка альбомов журнала Billboard. Коммерчески диск был провальным, и выручка от него была небольшая.
Следующий альбом Welcome to the Real World стал огромным сюрпризом для всех, он также стал прорывом для Mr. Mister. Он вышел в 1985 году, и все ожидания Пейджа от альбома оправдались. Три сингла с диска попали в топ-10. Welcome to the Real World поднялся на вершину чартов Billboard, а синглы «Kyrie» и «Broken Wings» занимали первые места в американском хит-параде, но не только в Америке эти синглы были успешными: Broken Wings занял первые места и в хит-парадах Европы.
Ричарду Пейджу предоставили шанс заменить Бобби Кимбала в Toto в качестве их основного вокалиста, а позже было предложено занять место Питера Китера в Chicago, но Пейдж отказался от обоих предложений.
Сингл «Kyrie» в 1986 году стал успешным как в Европе, так и в Америке, а сам альбом получил статус платинового. «Is It Love?» был выпущен в качестве третьего сингла, и попал в топ-10, в поддержку альбома проводились успешные концерты, а также Mr. Mister появлялись на престижных музыкальных конкурсах и благотворительных концертах.
После оглушительного успеха Welcome to the Real World, удача покинула Mr. Mister, а запись третьего студийного альбома проходила очень тяжело, который не был таким же успешным, как его предшественник. Барабанщик группы Пэт Мастелотто заболел, а когда материал для альбома был готов, кузен Пейджа Джон Лонг (автор песен группы), перестал сотрудничать с группой и уехал учиться в аспирантуру в Нью-Йорке.
Альбом Go On... вышел в 1987 году, главным синглом из него стала композиция «Something Real (Inside Me/Inside You)», едва попавшая в топ-30. Даже несмотря на участие песни в известном сериале «Полиция Майами», положение коллектива не спасали следующие синглы с альбома: «Healing Waters» был номинирован на «Грэмми», но был выпущен только в Европе, а «Stand and Deliver» (первоначально был написан для Тины Тернер) тоже не добился коммерческого успеха, хотя и прозвучал в фильме Эдварда Джеймса Олмоса, «Выстоять и сделать».
В 1989 году из-за начавшихся разногласий внутри коллектива ушел Стив Фэррис. Найти ему постоянную замену никто не решался, все ограничились временным выбором Тревора Рэбина и Баззи Фейтена. С трудом найдя замену команда записала четвёртый альбом Pull, материал которого совершенно не понравился менеджерам лейбла RCA, и они отказались записывать его, назвав коммерчески невыгодным, и в итоге сотрудничество RCA с Mr. Mister закончилось. Члены Mr. Mister пыталась искать удачу на других лейблах, однако никто не решался выпустить эту пластинку, альбом оставался неизданным до 2010-го года. В конце 1989 года группа была расформирована, и каждый участник Mr. Mister пошел своим путём.
В дальнейшем, Пэт Мастелотто работал в XTC, при его участии был записан самый успешный альбом коллектива, а в 1994 году ушел в King Crimson, помимо этого, он ещё играл в группе Mastica. Пейдж был соавтором песни Мадонны «I’ll Remember», а также выпустил свой сольный альбом Shelter Me. Лэнг создал пост-грандж-группу Djiin, и вместе с ним был издан альбом Radio Beirut в 1995 году. Джордж сотрудничал с Кенни Логгинсом, а Фэррис стал сессионщиком в группах Whitesnake и 4 Non Blondes, кроме того, работал с Tori Amos и некоторыми другими артистами.

## Участники
- Ричард Пэйдж — вокал, бас-гитара (1982—1990), гитара (1988—1990)
- Стив Джордж — клавишные, бэк-вокал (1982—1990)
- Пэт Мастелотто — ударные, перкуссия (1982—1990)
- Стив Фэррис — гитара, бэк-вокал(1982—1988)

### Сессионные музыканты
- Тревор Рэбин — гитара
- Базз Фейтен — гитара
- Дуг Макаскилл — гитара
- Питер Макри — гитара

## Дискография
- 1984 — I Wear the Face
- 1985 — Welcome to the Real World
- 1987 — Go On
- 2010 — Pull

## Награды и номинации
За свою карьеру группа была дважды номинирована на «Грэмми».
| Год  | Церемония               | Категория                                          | Песня            | Результат |
| ---- | ----------------------- | -------------------------------------------------- | ---------------- | --------- |
| 1986 | 28-я церемония «Грэмми» | Лучшее исполнение дуэтом или группой в стиле «поп» | «Broken Wings»   | Номинация |
| 1987 | 29-я церемония «Грэмми» | Лучшее исполнение в стиле «госпел»                 | «Healing Waters» | Номинация |